# Акоста, Альберто Хошимар
Альбе́рто Хошима́р Ако́ста Альвара́до (исп. Alberto Joshimar Acosta Alvarado; род. 26 февраля 1988 года в Сьюдад-Манте, Мексика) — мексиканский футболист, атакующий полузащитник клуба «Хуарес».

## Карьера
Акоста — воспитанник футбольной академии «Мансанильо», третьего дивизиона чемпионата Мексики. В сезоне 2007/08 он провёл за команду 29 матчей и забил 8 голов. Летом 2008 года Альберто перешёл в УАНЛ Тигрес, где первое время выступал за молодёжную команду клуба. В 2010 году тренер «тигров» Даниэль Гусман включил полузащитника в заявку основной команды на сезон. 3 апреля 2010 года в поединке против «Сан-Луиса» Акоста дебютировал в мексиканской Премьере. 24 апреля в матче против «Монаркас Морелия» Альберто забил свой первый гол за клуб. В 2011 году он выиграл в составе «Тигреса» Аперутуру 2011. В 2012 году Акоста дебютировал на международной арене, выступая за «тигров» на Кубке Либертадорес. На турнире Альберто принял участие в двух матчах и отметился голевой передачей.
21 октября 2012 года в матче против УНАМ Пумас Акоста сделал первый в карьере хет-трик и помог своей команде крупно выиграть, 5-0.
В начале 2014 года Альберто на правах аренды перешёл в «Пачуку». 5 января в матче против «Толуки» он дебютировал за новую команду. Летом того же года Акоста был отдан в аренду в «Пуэблу». 17 августа в матче против своего родного клуба УАНЛ Тигрес он дебютировал за новую команду. 31 января 2016 года в поединке против «Толуки» Альберто забил свой первый гол за «Пуэблу». После окончания аренды он вернулся в УАНЛ Тигрес и помог клубу дважды выиграть чемпионат.

## Достижения
УАНЛ Тигрес
- Чемпионат Мексики по футболу — Апертура 2011
- Чемпионат Мексики по футболу — Апертура 2016
- Чемпионат Мексики по футболу — Апертура 2017